# Wasabi
wasabi（ワサビ）は、谷口鮪（KANA-BOON）と津野米咲（赤い公園）により結成されたロックユニット。

## 概要
谷口鮪（KANA-BOON）と津野米咲（赤い公園）がユニット”wasabi（谷口鮪×津野米咲）”を結成。以前より「いつか共作できれば」と話し合っていた二人が、コロナ禍の中、それぞれ自宅でのリモート作業によって楽曲「sweet seep sleep」を制作し、ラジオにて先行解禁。2020年6月22日、YouTubeにMusic Videoが公開された。
2020年10月18日、津野米咲の死去により活動を一時停止。2020年10月22日、谷口鮪の体調不良により無期限活動休止。

## 作品
ストリーミング配信限定楽曲
sweet seep sleep
1. sweet seep sleep

作詞：作曲：編曲：谷口鮪&津野米咲